# Príncipe de Asturias (R-11)
Príncipe de Asturias (R-11) je španělská letadlová loď a zároveň vlajková loď španělského námořnictva. Byla postavena v letech 1979–1988 na základě amerického projektu Sea Control Ship. Tvoří základ Alpha Group, kterou kromě ní tvoří také šest španělských fregat třídy Santa Maria. Podle upraveného projektu Španělé postavily rovněž thajskou letadlovou loď Chakri Naruebet. V roce 2010 Principe de Asturias doplnila zcela nová letadlová loď Juan Carlos I, která je výjimečná variabilitou svého využití. 
Roku 2013 byla loď, kvůli nedostatku financí na její provoz, převedena do rezervy. Několik států projevilo zájem o koupi lodě mj. Angola, Filipíny nebo Indonésie. Dohoda o prodeji do státu mimo NATO nakonec nebyla sjednána a tak byla loď za 2,7 milionu eur prodána turecké společnosti Leyal k sešrotování. V roce 2017 byla odtažena do Turecka a u města Aliaga sešrotována.

## Vývoj a stavba

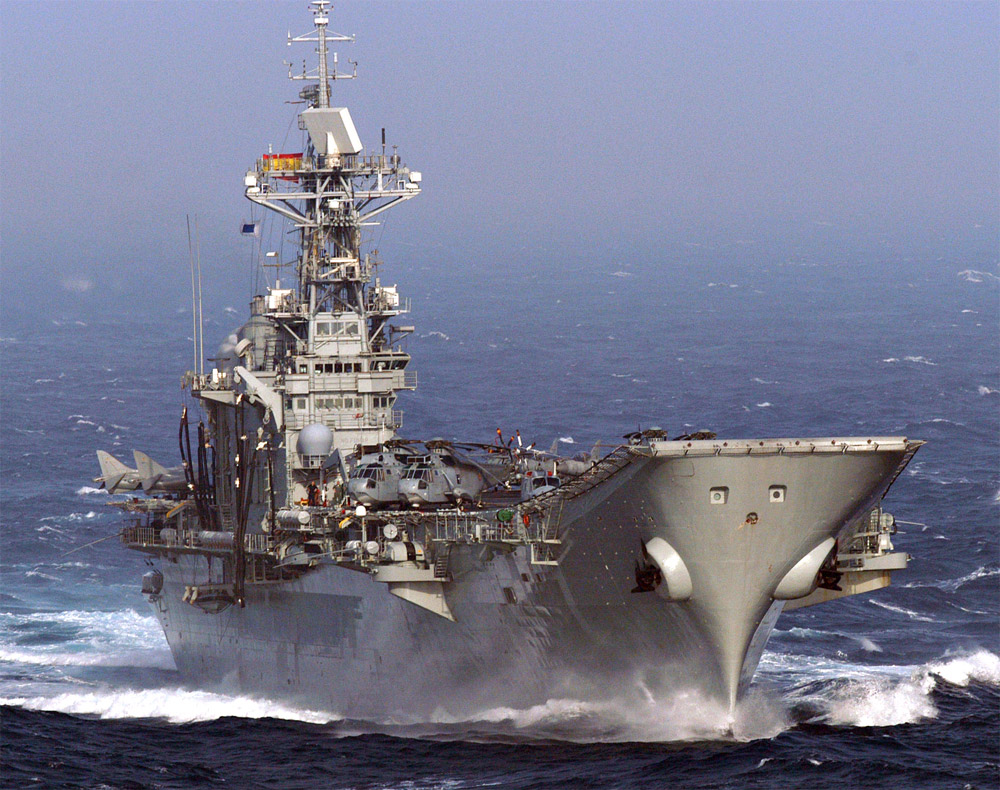
Principe De Asturias v roce 2004 v Atlantiku

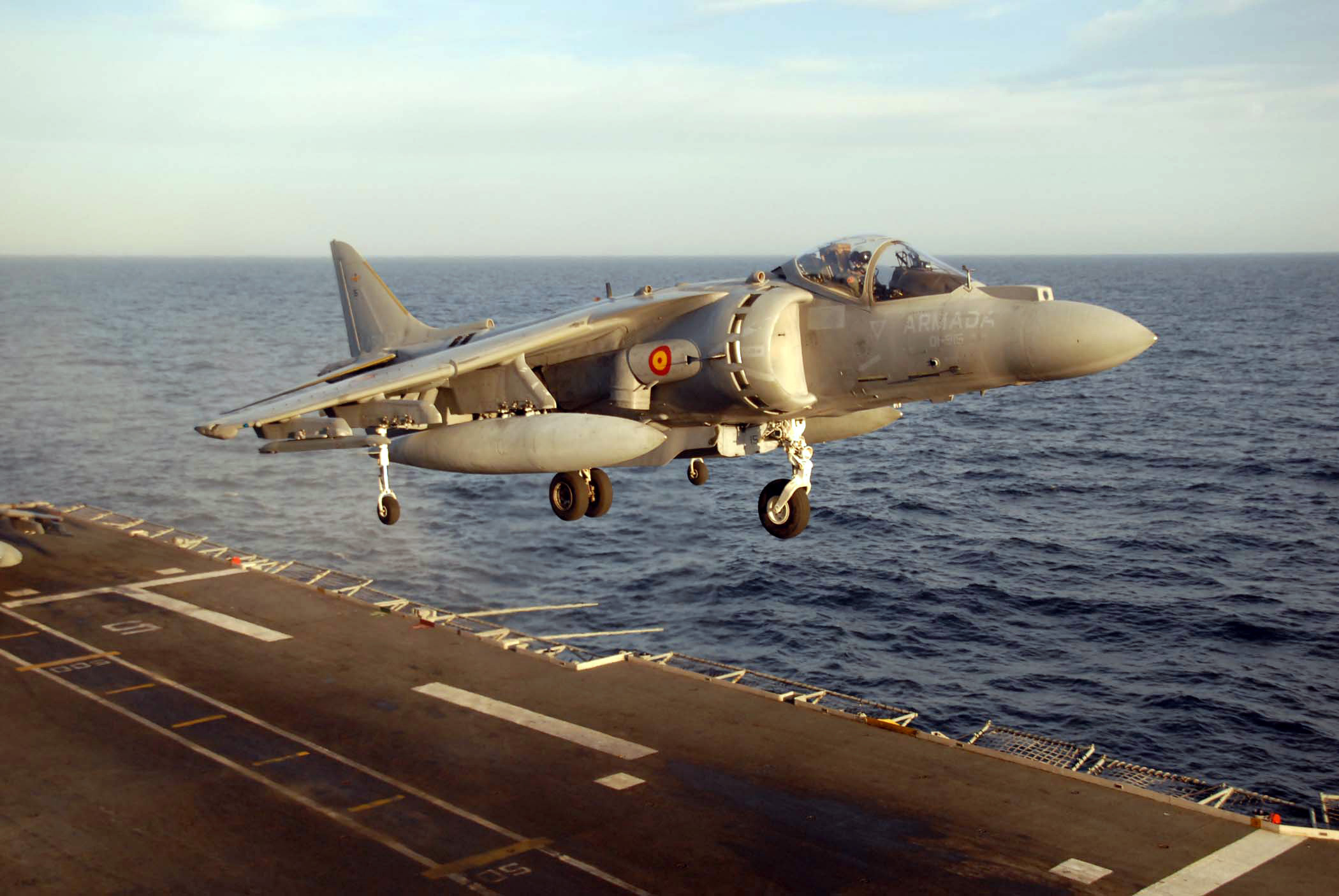
Matador při přistání na palubě Principe de Asturias

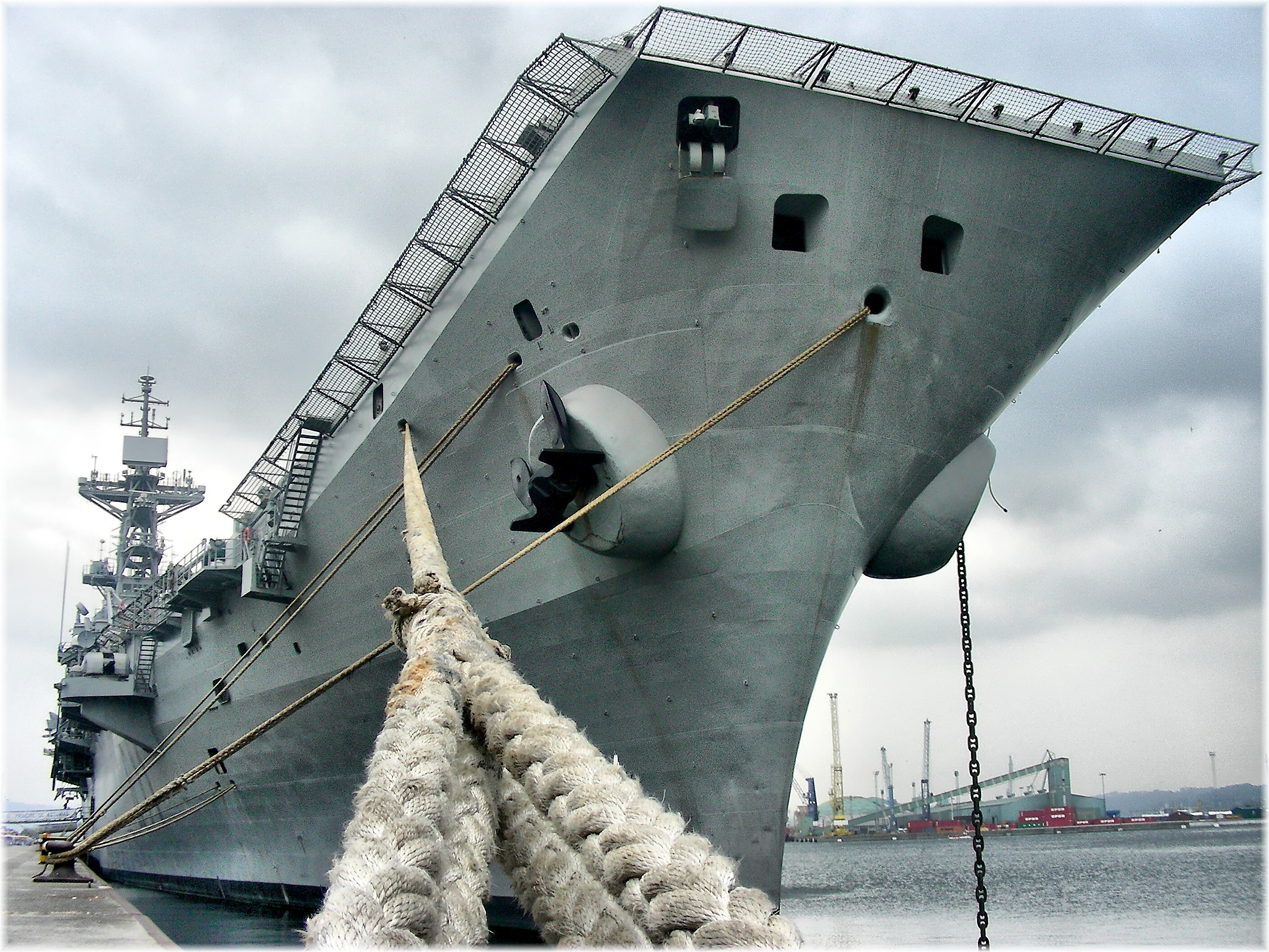
Příď lodi

Španělsko provozovalo nosiče letadel už od 20. let 20. století. Nosič hydroplánů Dedalo se v roce 1925 dočkal i bojového nasazení v Rífské válce. Klasickou letadlovou loď ale Španělsko nevlastnilo až do 60. let.
Španělská admiralita tehdy došla k závěru, že námořnictvo pro svou činnost potřebuje získat letadlovou loď. V roce 1967, když Madrid zamítl koupi starší letadlové lodě třídy Essex či přestavbu italského křižníku Trieste, byla zakoupena americká lehká letadlová loď USS Cabot třídy Independence a pojmenována opět Dedalo (R01). Ta byla až do dokončení Principe de Asturias španělskou vlajkovou lodí. Dedalo mohla nést přibližně 20 vrtulníků a kolmostartujících letounů Matador. Loď pocházející z druhé světové války a díky modernizacím sloužící až do roku 1990, ale byla jen dočasným řešením.
Protože ve světě nebyla na prodej jiná vhodná letadlová loď, bylo na konci 70. let rozhodnuto, že Španělsko postaví loď zcela novou. Vzorem konstrukce lodi byl projekt americké letadlové lodi v USA nerealizované koncepce Sea Control Ship ze 70. let. Ten vycházel z koncepce druhoválečných eskortních letadlových lodí, nyní ovšem nesoucích kolmostartující letouny a protiponorkové vrtulníky.
Stavba lodi byla objednána 29. května 1977. Kýl byl založen 8. října 1979 v loděnici Empresa Nacional Bazán v městě Ferrol. Loď byla na vodu spuštěna 22. května 1982 a pokřtěna tradičním jménem Principe de Asturias. Dokončena byla v roce 1983, ale zkoušky a modifikace lodi pokračovaly až do roku 1988, kdy loď vstoupila do aktivní služby.

## Konstrukce
Loď má průběžnou letovou palubu na jejíž přídi je skokanský můstek s úhlem 12°, který usnadňuje start bojových letounů. Loď nenese katapulty. Palubu a podpalubní hangár spojují čtyři výtahy. Dva velké jsou před velitelským ostrovem a na zádi, zatímco dva menší slouží hlavně pro manipulaci s municí. V hangáru lodi, který zabírá dvě třetiny její délky, může být až 17 kusů letecké techniky. Dalších 12 může stát na letové palubě. V klasickém uspořádání na pravoboku se nachází velitelský můstek s hlavními elektronickými systémy a vývodem spalin z motorů.

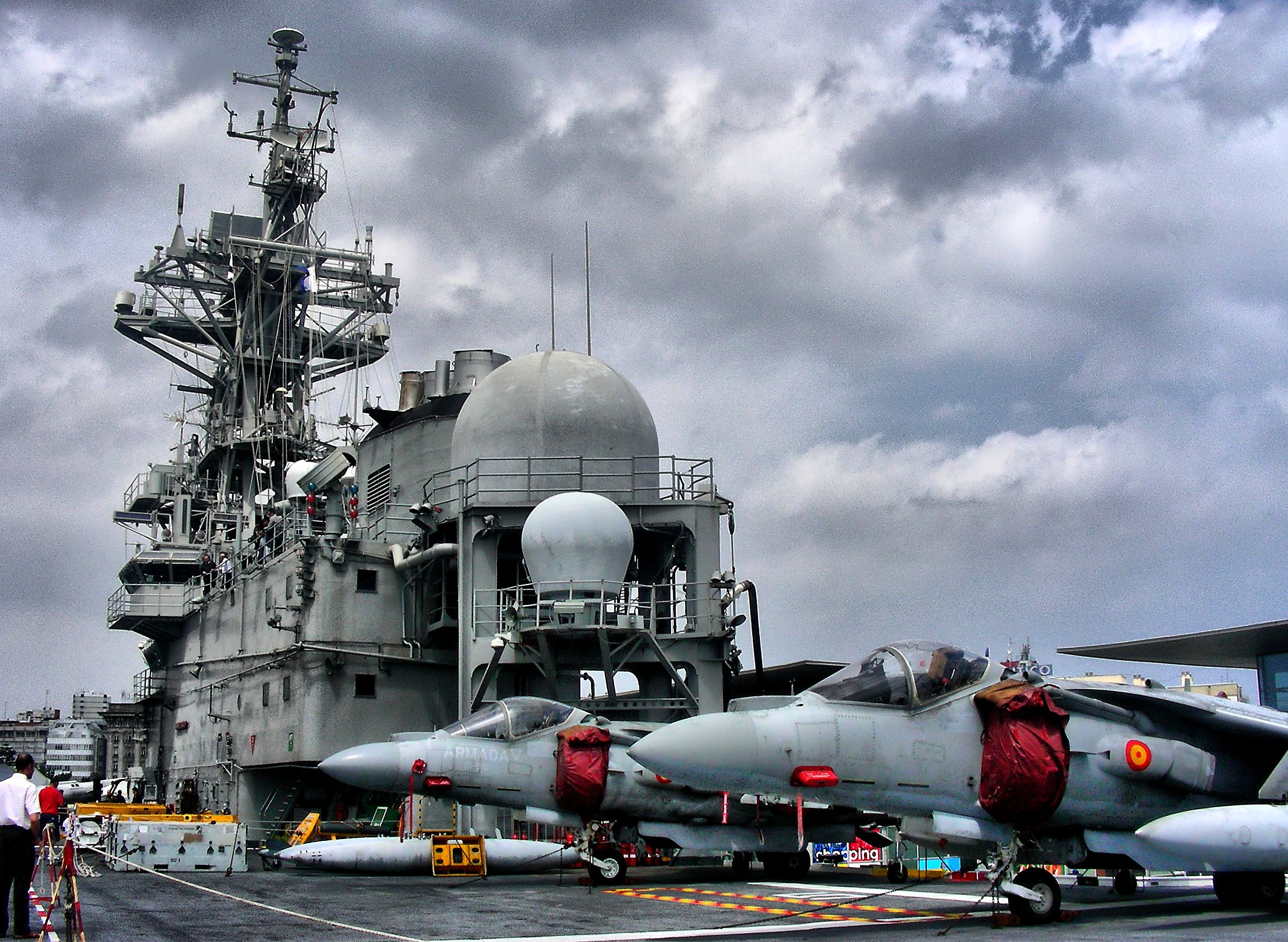
Velitelský můstek lodi a letouny Matador

Loď může nést až 29 letadel a vrtulníků. Obvykle to je až 12 Matadorů, což jsou americké kolmostartující McDonnell Douglas AV-8B Harrier II. Ty nesou 20mm kanón, protiletadlové řízené střely AIM-9 Sidewinder a AIM-120 AMRAAM, protizemní střely AGM-65 Maverick a protiradarové střely AGM-88 HARM. Jejich výzbroj doplňuje 25mm rotační kanón GAU-12. Vrtulníkový park tvoří až 12 strojů. Obvykle to je šest strojů Sea King SH-3H, čtyři vrtulníky Agusta AB-212 a dva vrtulníky pro včasnou výstrahu SH-3 AEW.
Obrannou výzbroj tvoří čtyři komplety Meroka, které tvoří dvanáctihlavňové 20mm kanóny Oerlikon a slouží pro blízkou obranu proti letadlům a protilodním střelám. Ty doplňuje šest odpalovačů klamných cílů. Jinak je loď odkázána na své letouny a doprovodná plavidla.
Trup je rozdělen na 14 vodotěsných sekcí. Pohonný systém je koncepce COGAG. Tvoří ho dvě plynové turbíny General Electric LM2500 po 23 000 hp. Turbíny používají stejné palivo, jako letecká technika (JP-5) a proto dosah lodi závisí i na intenzitě leteckých operací. V případě nouze může plout pomocí elektromotorů, ale jen rychlostí 5 uzlů.

## Elektronická výzbroj
- Raytheon SPS-52C/D 3D – vyhledávání vzdušných cílů
- ISC Cardion SPS-55 – vyhledávání pozemních cílů
- ITT SPN-35A – řízení letového provozu
- FABA SPG-M2B – řízení palby
- SELEX Sistemi Integrati RTN-11L/X – varovný systém proti řízeným střelám
- Selex RAN 12 L – označovač cílů